# Martin Gardner
Martin Gardner, ameriški matematik, * 21. oktober 1914, Tulsa, Oklahoma, ZDA, † 22. maj 2010, Norman, Oklahoma.

V glavnem sem se igral in imel srečo, da sem bil za to plačan.

Martin Gardner, 1998
Martin Gardner je bil najbolj kot znan pisec popularne znanosti in razvedrilne matematike. V reviji Scientific American je od leta 1956 do 1981 urejal rubriko Matematične igre (Mathematical Games). V njej je obdeloval različne teme, med drugim:
- fleksagon
- Conwayjeva igra življenja
- poliomine
- kocka soma
- igra hex
- tangram
- Penroseovo pokritje
- kriptoanaliza
- delo M. C. Escherja
- fraktali

Večino tem je kasneje izdal tudi v nizu knjig. Po letu 1981 je kolumno nadaljeval Douglas Hofstadter, naslov se je preimenoval v »Metamagical Themas«, anagram imena »Mathematical Games«. 
Edino njegovo delo prevedeno v slovenščino je Aha! pa te imam : paradoksi za napenjanje možganov in razvedrilo (Aha! Gotcha - paradoxes to puzzle and delight) (COBISS)

## Delo
- 1952 In the Name of Science G. P. Putnam's Sons
- 1956 Mathematics, Magic and Mystery Dover Publications|Dover; ISBN 0-486-20335-2
- 1957 Science Puzzlers Viking Press|The Viking Press, Scholastic Book Services
- 1957 Fads and Fallacies in the Name of Science Dover; ISBN 0-486-20394-8 (expansion of In the Name of Science)
- 1957 Great Essays in Science (editor); Prometheus Books (Reprint edition 1994) ISBN 0-87975-853-8
- 1957 The Wizard of Oz and Who He Was. (with Russel B. Nye) Michigan State University Press. Revised 1994.
- 1958 Logic Machines and Diagrams. McGraw-Hill New York
- 1960 The Annotated Alice New York: Bramhall House Clarkson Potter. Lib of Congress #60-7341 (no ISBN)
- 1962 The Annotated Snark New York: Simon & Schuster. (Unabridged The Hunting of the Snark|Hunting of the snark with introduction and extensive notes from Gardner). 1998 reprint, Penguin Classics; ISBN 0-14-043491-7
- 1962 Relativity for the Million New York: MacMillan Company (o.p.). Revised and updated 1976 as The Relativity Explosion New York: Vintage Books. Revised and enlarged 1996 as Relativity Simply Explained New York: Dover; ISBN 0-486-29315-7
- 1964 The Ambidextrous Universe: Mirror Asymmetry and Time-Reversed Worlds (Revised ed., 1990 as The New Ambidextrous Universe: Symmetry and Asymmetry from Mirror Reflections to Superstrings; 3rd ed., 2005, Dover; ISBN 0-486-44244-6)
- 1965 The Annotated Ancient Mariner New York: Clarkson Potter, Reprint. Prometheus. ISBN 1-59102-125-1
- 1967 Annotated Casey at the Bat: A Collection of Ballads about the Mighty Casey New York: Clarkson Potter. Reprint. Chicago: University of Chicago Press, 1984. ISBN 0-226-28263-5 Reprint. New York: Dover, 1995. ISBN 0-486-28598-7
- 1973 The Flight of Peter Fromm, Los Altos, California: William Kaufmann, Inc. Prometheus Books; Reprint edition (1994) ISBN 0-87975-911-9
- 1975 Mathematical Carnival: A New Round-up of Tantalizers and Puzzles from "Scientific American", Knopf Publishing Group; ISBN 0-394-49406-7
- 1976 The Incredible Dr. Matrix, New York, Charles Scribner's Sons; ISBN 0-684-14669-X
- 1978 Aha! Insight, W.H. Freeman & Company; ISBN 0-7167-1017-X
- 1981 Science: Good, Bad, and Bogus, Prometheus Books; ISBN 0-87975-573-3 (paperback), ISBN 0-87975-144-4 (hardback), ISBN 0-380-61754-4 (Avon pocket paperback)
- 1981 Entertaining Science Experiments With Everyday Objects; Dover; ISBN 0-486-24201-3
- 1982 Aha! Gotcha: Paradoxes to Puzzle and Delight (Tools for Transformation); W.H. Freeman & Company; ISBN 0-7167-1361-6
- 1983 The Whys of a Philosophical Scrivener, 1999 reprint St. Martin's Griffin; ISBN 0-312-20682-8
- 1983 Order and Surprise, Prometheus Books, ISBN 0-87975-219-X
- 1984 Codes, Ciphers and Secret Writing (Test Your Code Breaking Skills), Dover; ISBN 0-486-24761-9
- 1985 Magic Numbers of Dr Matrix, Prometheus Books; ISBN 0-87975-282-3
- 1986 Entertaining Mathematical Puzzles, Dover; ISBN 0-486-25211-6
- 1987 The No-Sided Professor and other tales of fantasy, humor, mystery, and philosophy, Prometheus Books; ISBN 0-87975-390-0
- 1987 The Annotated Innocence of Father Brown Oxford University Press, ISBN 0-19-217748-6 (Notes by Gardner, on G. K. Chesterton’s stories).
- 1987 Riddles of the Sphinx Mathematical Association of American, ISBN 0-88385-632-8 (collection of articles from Isaac Asimov's Science Fiction Magazine)
- 1987 Time Travel and Other Mathematical Bewilderments, W.H. Freeman & Company; ISBN 0-7167-1925-8
- 1988 Perplexing Puzzles and Tantalizing Teasers, Dover; ISBN 0-486-25637-5
- 1988 New Age: Notes of a Fringe Watcher, Prometheus Books; ISBN 0-87975-432-X (collection of "Notes of a Fringe Watcher" columns)
- 1990 More Annotated Alice, Random House; ISBN 0-394-58571-2
- 1991 The Unexpected Hanging and Other Mathematical Diversions, University Of Chicago Press; Reprint edition; ISBN 0-226-28256-2
- 1991 The Annotated Night Before Christmas: A Collection Of Sequels, Parodies, And Imitations Of Clement Moore's Immortal Ballad About Santa Claus Edited, with an introduction and notes, by Martin Gardner, Summit Books (Reprinted, Prometheus Books, 1995); ISBN 0-671-70839-2
- 1991 Fractal Music, Hypercards and More; W. H. Freeman
- 1992 On the Wild Side, Prometheus Books; ISBN 0-87975-713-2 (collection of "Notes of a Fringe Watcher" columns)
- 1993 The Healing Revelations of Mary Baker Eddy, Prometheus Books,
- 1994 My Best Mathematical and Logic Puzzles, Dover; ISBN 0-486-28152-3
- 1995 Classic Brainteasers, Sterling Publishing; ISBN 0-8069-1261-8
- 1995 Urantia: The Great Cult Mystery, Prometheus Books; ISBN 0-87975-955-0
- 1996 Weird Water & Fuzzy Logic: More Notes of a Fringe Watcher, Prometheus Books; ISBN 1-57392-096-7 (collection of "Notes of a Fringe Watcher" columns)
- 1997 The Night Is Large : Collected Essays, 1938-1995, St. Martin's Griffin; ISBN 0-312-16949-3
- 1998 Calculus Made Easy, St. Martin's Press; Revised edition ISBN 0-312-18548-0 * 1998 Martin Gardner's Table Magic, Dover; ISBN 0-486-40403-X
- 1998 Mathematical Recreations: A Collection in Honor of Martin Gardner, Dover; ISBN 0-486-40089-1[5]
- 1999 Gardner's Whys & Wherefores Prometheus Books; ISBN 1-57392-744-9
- 1999 The Annotated Alice: The Definitive Edition ; W.W. Norton & Company; ISBN 0-393-04847-0
- 1999 The Annotated Thursday: G. K. Chesterton's Masterpiece, the Man Who Was Thursday by G. K. Chesterton, Edited by Martin Gardner.
- 2000 From the Wandering Jew to William F. Buckley, Jr. : On Science, Literature, and Religion, Prometheus Books; ISBN 1-57392-852-6
- 2000 The Annotated Wizard of Oz, New York: W.W. Norton & Company; ISBN 0-393-04992-2 (introduction)
- 2001 A Gardner's Workout: Training the Mind and Entertaining the Spirit ISBN 1-56881-120-9
- 2001 Mathematical Puzzle Tales; Mathematical Association of America ISBN 0-88385-533-X (collection of articles from Isaac Asimov's Science Fiction Magazine)
- 2001 Did Adam and Eve Have Navels?: Debunking Pseudoscience, W.W. Norton & Company; ISBN 0-393-32238-6 (collection of "Notes of a Fringe Watcher" columns)
- 2002 Martin Gardner's Favorite Poetic Parodies Prometheus Books; ISBN 1-57392-925-5
- 2003 Are Universes Thicker Than Blackberries?: Discourses on Gödel, Magic Hexagrams, Little Red Riding Hood, and Other Mathematical and Pseudoscientific Topics, ISBN 0-393-05742-9 (collection of "Notes of a Fringe Watcher" columns and others)
- 2004 Smart Science Tricks, Sterling; ISBN 1-4027-0910-2
- 2007 The Jinn from Hyperspace: And Other Scribblings—both Serious and Whimsical, Prometheus Books; ISBN 1-59102-565-6
- 2008 Bamboozlers: The Book of Bankable Bar Betchas, Brain Bogglers, Belly Busters & Bewitchery by Diamond Jim Tyler, Diamond Jim Productions; ISBN 0-9676018-1-9 (introduction)
- 2009 When You Were a Tadpole and I was a Fish and other Speculations about This and That, Hill and Wang; ISBN 0-8090-8737-2
- 2009 The Upside-Down World of Gustave Verbeek, Sunday Press Books; ISBN 0-9768885-7-2 (introduction)

### Zbrane kolumne izScientific American
- Hexaflexagons and Other Mathematical Diversions: The First Scientific American Book of Puzzles and Games 1959; University of Chicago Press 1988 ISBN 0-226-28254-6
- The Second Scientific American Book of Mathematical Puzzles and Diversions 1961; University of Chicago Press 1987; ISBN 0-226-28253-8
- Martin Gardner's New Mathematical Diversions from Scientific American 1966; Simon and Schuster; reprinted by Mathematical Association of America 1995
- Numerology of Dr. Matrix 1967; reprinted/expanded as The Magic Numbers of Dr. Matrix; Prometheus Books; ISBN 0-87975-281-5 / ISBN 0-87975-282-3
- Unexpected Hangings, and Other Mathematical Diversions Simon & Schuster 1968; reprinted by University of Chicago Press, 1991 ISBN 0-671-20073-9
- The Sixth Scientific American Book of Mathematical Puzzles and Diversions Simon & Schuster 1971
- Mathematical Carnival Vintage 1975; reprinted by Mathematical Association of America
- Mathematical Magic Show Vintage 1977; reprinted by Mathematical Association of America
- Mathematical Circus Vintage 1979; reprinted by Mathematical Association of America
- Wheels, Life, and Other Mathematical Amusements 1983; W. H. Freeman & Co. ISBN 0-7167-1589-9
- Knotted Doughnuts and Other Mathematical Entertainments 1986; W. H. Freeman & Co. ISBN 0-7167-1799-9
- Time Travel and Other Mathematical Bewilderments 1988; W. H. Freeman & Co. ISBN 0-7167-1925-8
- Penrose Tiles to Trapdoor Ciphers 1989; W. H. Freeman & Co. ISBN 0-7167-1987-8; reprinted by Mathematical Association of America
- Fractal Music, Hypercards and More 1991; W. H. Freeman
- Last Recreations: Hydras, Eggs, and other Mathematical Mystifications 1997; Springer Verlag; ISBN 0-387-94929-1

- The Colossal Book of Mathematics: Classic Puzzles, Paradoxes, and Problems 2001; W.W. Norton & Company; ISBN 0-393-02023-1 (a "best of" collection)
- Martin Gardner's Mathematical Games 2005; Mathematical Association of America; ISBN 0-88385-545-3 (CD-ROM of all fifteen books above, encompassing all articles in the column)
- The Colossal Book of Short Puzzles and Problems 2006; W.W. Norton & Company; ISBN 0-393-06114-0